# Метрополитен Бурсы
Бурсинский метрополитен (тур. Bursaray) — система метро в турецком городе Бурса, действующая с 2002 года.

## История

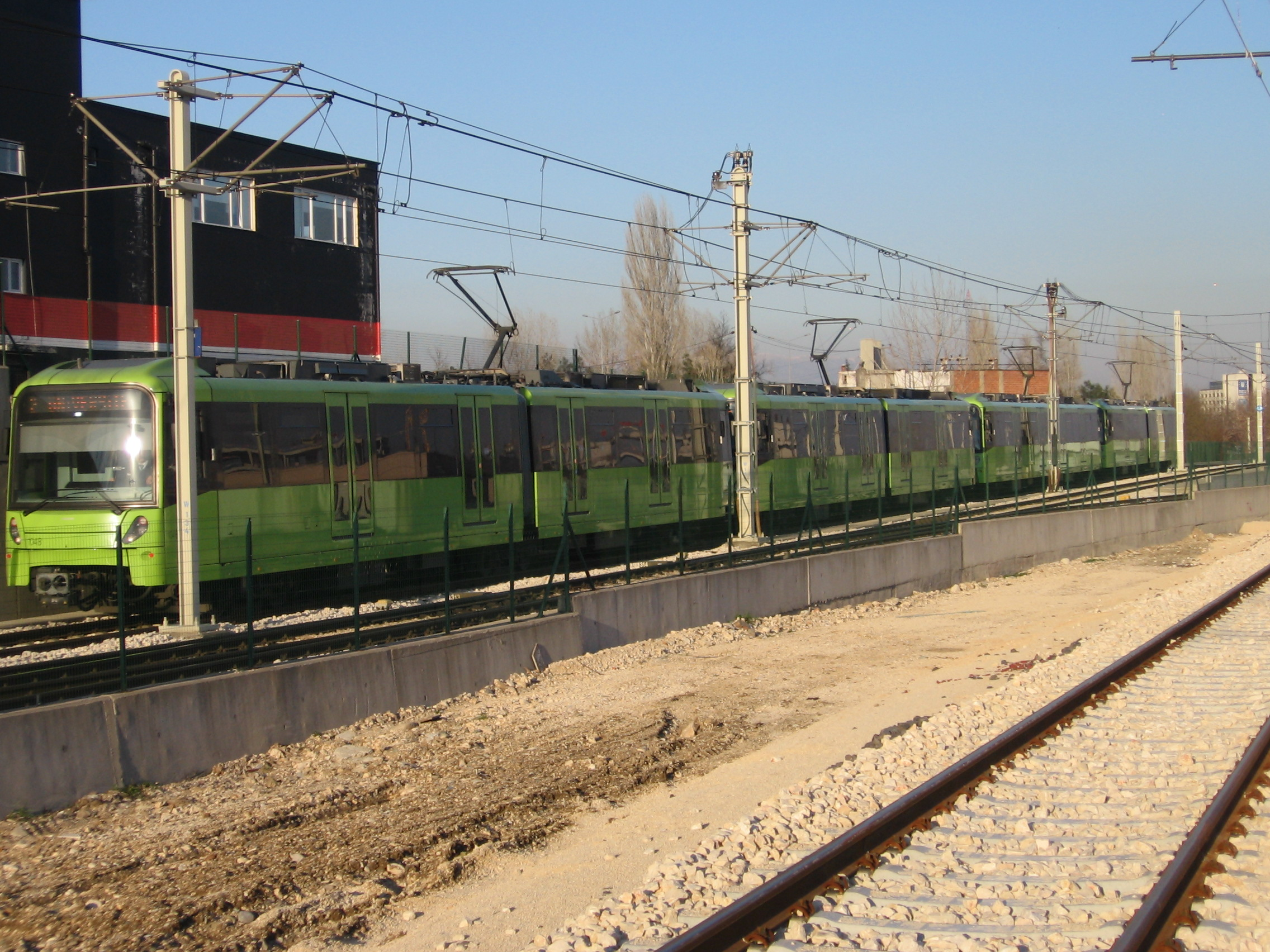
Поезд

Строительство начато в 90-х годах XX века. Преимущественно наземного вида, небольшие участки проходят под землёй. Открыт 24 апреля 2002 года. Продления в 2008, 2010, два раза в 2011 году, три раза в 2014 году.

## Линии
Первая фаза строительства состояла из линии длиной 17,5 км с вилочным движением. На ней было построено 17 станций. Постепенно добавлялись новые участки, сейчас существуют 7 (ранее 3) подземных станций, и 7 подземных участков небольшой длины без станций на них. На август 2014 года построено 38 станций и проложены пути длиной 38,9 км.

## Галерея

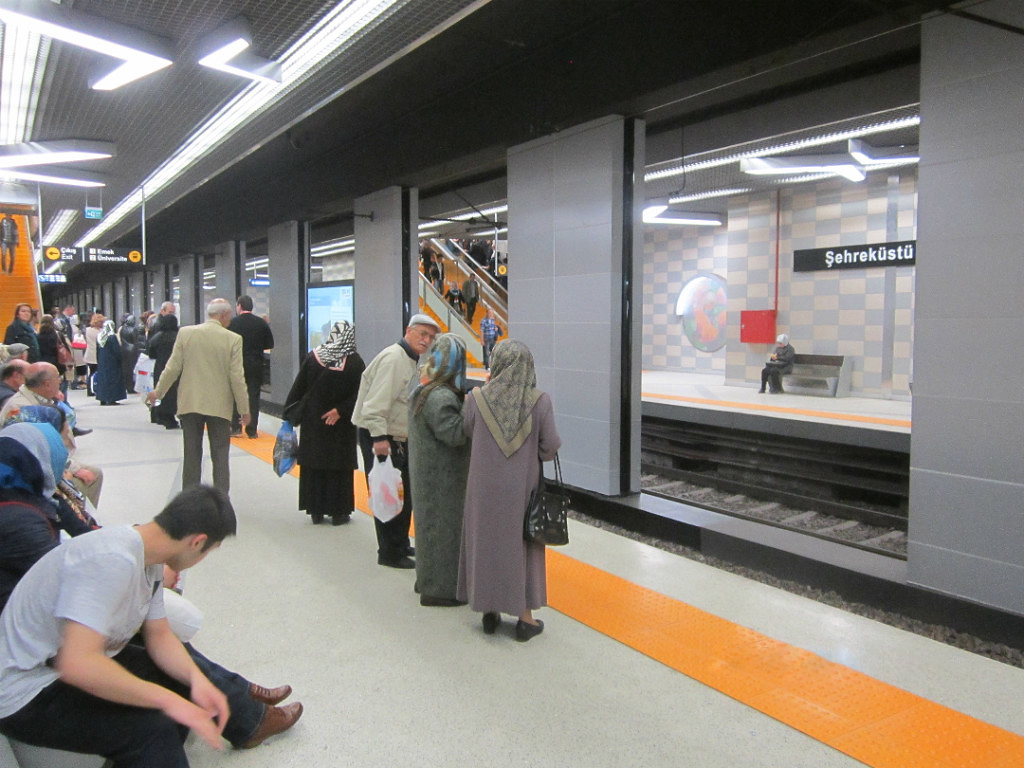